# 32145 Katberman
32145 Katberman è un asteroide della fascia principale. Scoperto nel 2000, presenta un'orbita caratterizzata da un semiasse maggiore pari a 2,4137918 UA e da un'eccentricità di 0,1774291, inclinata di 9,01526° rispetto all'eclittica.